# Janowice (powiat pabianicki)
Janowice – wieś w Polsce położona w województwie łódzkim, w powiecie pabianickim, w gminie Pabianice. Wieś jest siedzibą sołectwa Janowice, w którego skład wchodzi również miejscowość Huta Janowska.
Miejscowość położona jest na Wysoczyźnie Łaskiej.
W latach 1975–1998 miejscowość należała administracyjnie do ówczesnego województwa łódzkiego.
Inne miejscowości o nazwie Janowice: Janowice, Janowice Duże, Janowice Poduszowskie, Janowice Raczyckie, Janowice Wielkie